# Impatiens blepharosephala
Impatiens blepharosephala är en balsaminväxtart som beskrevs av Ernst Georg Pritzel och Friedrich Ludwig Diels. Impatiens blepharosephala ingår i släktet balsaminer, och familjen balsaminväxter. Inga underarter finns listade i Catalogue of Life.